# 茂蘿街7號

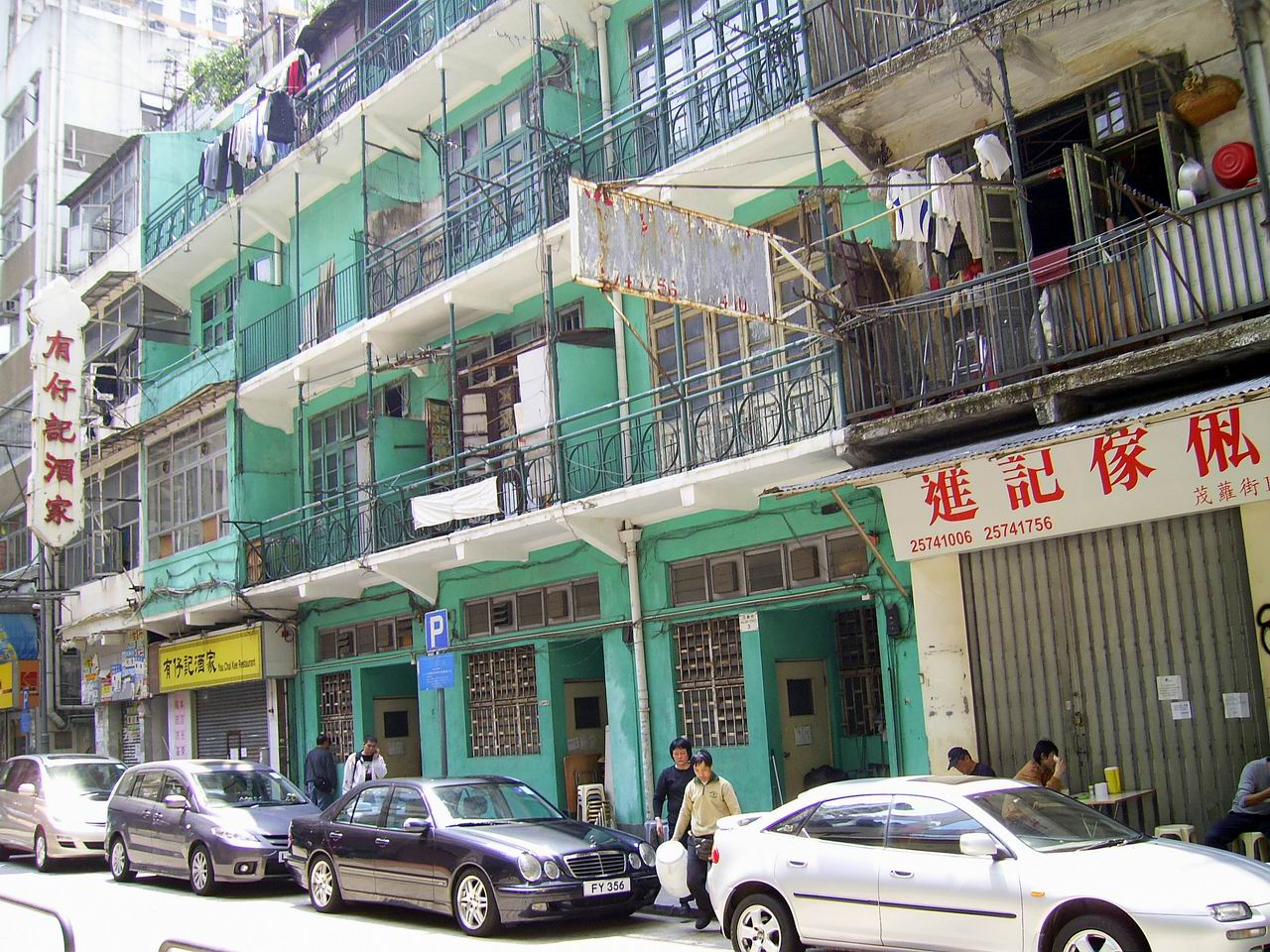
動漫基地前身「綠屋」之外貌

茂蘿街7號，前稱動漫基地（英語：Comix Home Base），位於香港島灣仔茂蘿街1號至11號單數門牌及巴路士街6至12號雙數門牌合共10幢唐樓的一個藝術中心，是香港藝術中心和市區重建局的合作項目，前身為綠屋（英語：Green House），現已列為香港二級歷史建築。不過動漫基地人流不足導致經營困難，市建局在2018年7月底合約期滿後無聲無息停辦動漫基地，改名為「茂蘿街7號」。

## 歷史
動漫基地前身綠屋建於1920年代，分兩批完成，最早一批在1916年至1922年間落成，樓高4層，是廣東式四層高唐樓的典型建築，包括露台建築。綠屋本來沒有名稱，因後來政府在收回綠屋後，其中茂蘿街的3、5及7號以綠色的油漆美化外牆，綠屋因而得名。

## 活化
市區重建局於2005年計劃將綠屋發展為創業工場。2007年11月2日，地政總署宣佈根據《收回土地條例》，收回茂蘿街及巴路士街的私人土地業權，以便市區重建局進行市區更新計劃。
面向茂羅街的6幢唐樓保留舊樓的紅磚牆、中式斜瓦頂、木樓梯和法式門窗等原有特色。建築物早年被政府收購時髹上僅適用於木材的油漆，令磚牆質料被破壞；現漆上20世紀初原來的黑白色，將建築物回復原貌。但巴路士街的4幢唐樓則因結構欠佳，樓宇後半部分已拆卸，只保留了由石屎建造的露台牆身，在其後面設支架；並於3樓提供空中行人走廊，連接巴路士街及茂羅街兩組建築物，讓遊人可從高處觀看在約300平方米公共空間舉行的活動。

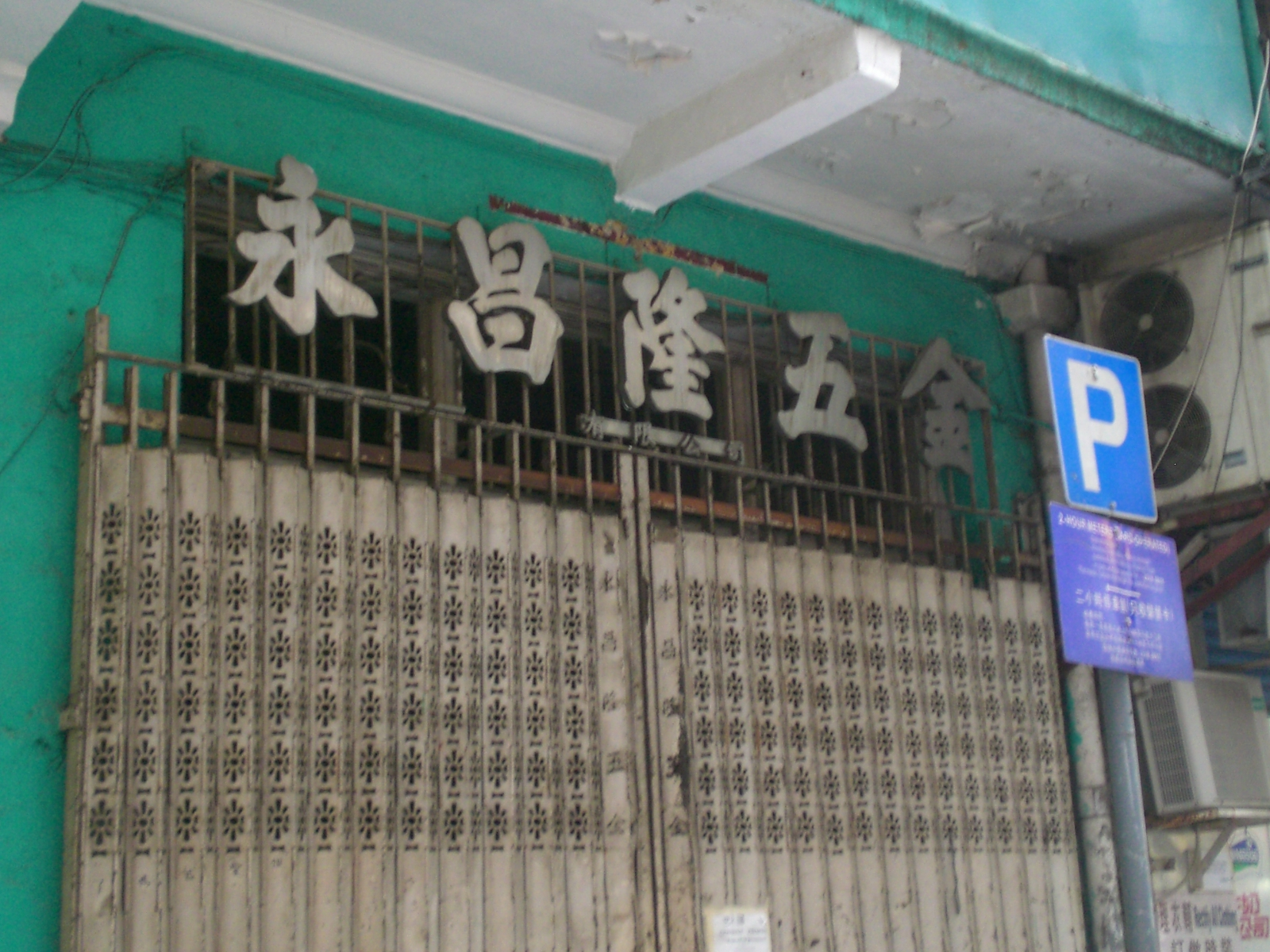
綠屋內的永昌隆五金
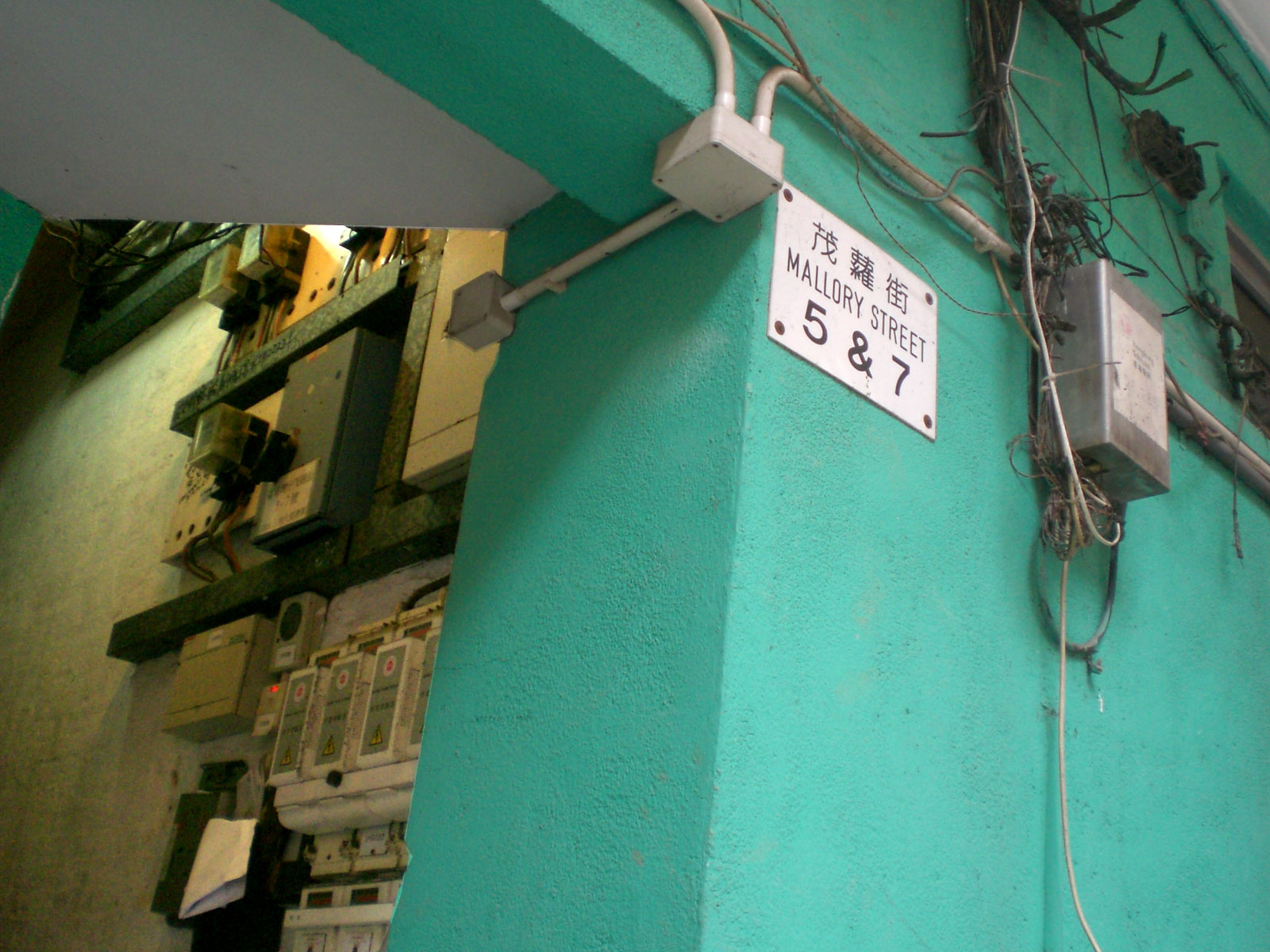
綠屋茂蘿街5&7號門口
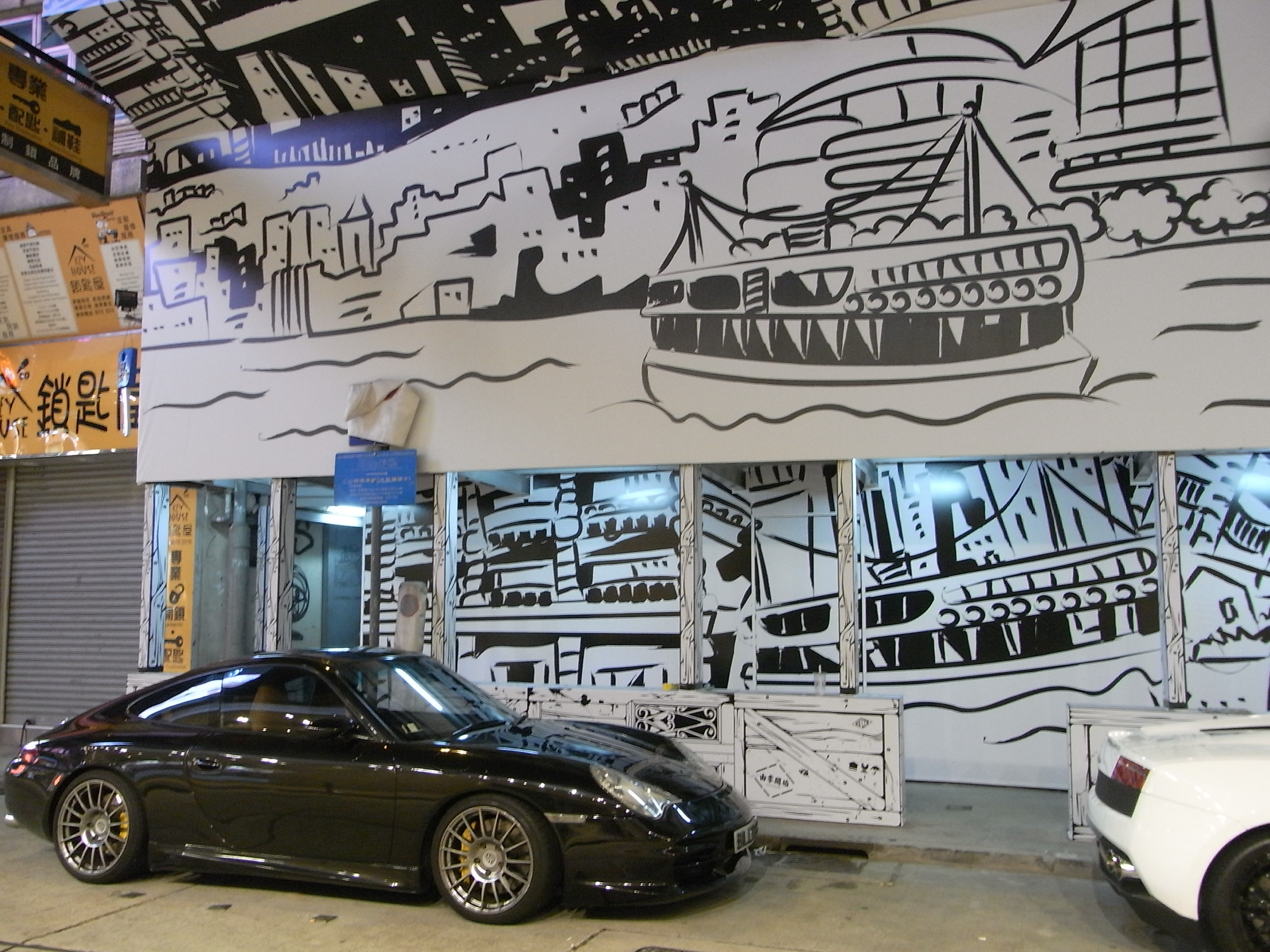
已圍上建築圍板的綠屋

### 動漫基地

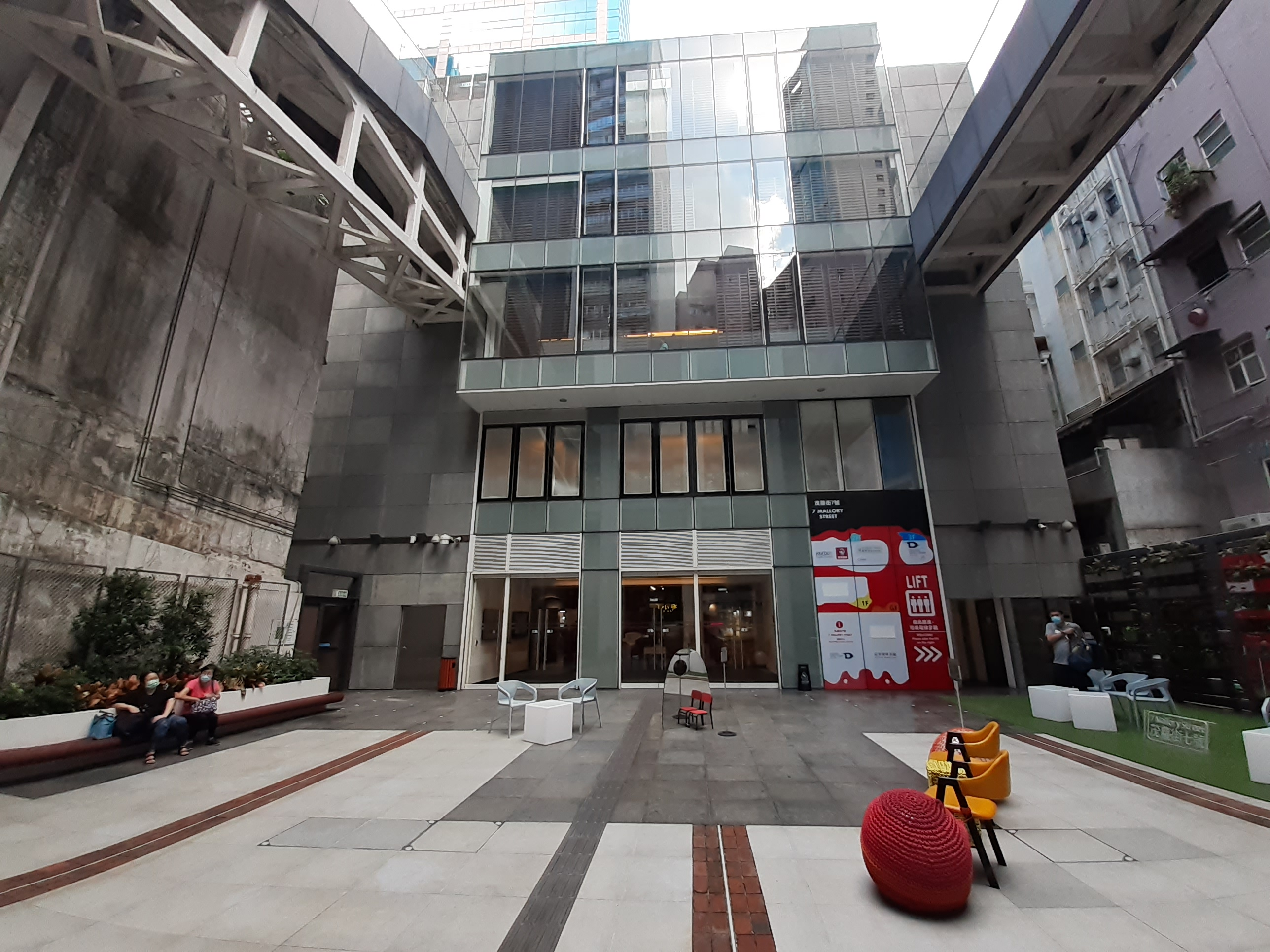
動漫基地外的廣場

2013年7月中，市區重建局宣佈完成活化「綠屋」，並命名為「動漫基地」。地下用作零售、畫廊及美術館等，1樓用作展覽空間及零售，2及3樓用作動漫藝術工作室、興趣班，以及出租予文藝團體用作不同用途，整個群組由香港藝術中心獲批五年主營運合約。
動漫基地2013年共錄得25萬人次訪客紀錄。有逾四十個教育團體合共逾兩千人，包括中、小學生，到過基地參觀或出席漫畫活動。過去5年共辦545項動漫展覽及活動，入場總人次逾100萬。

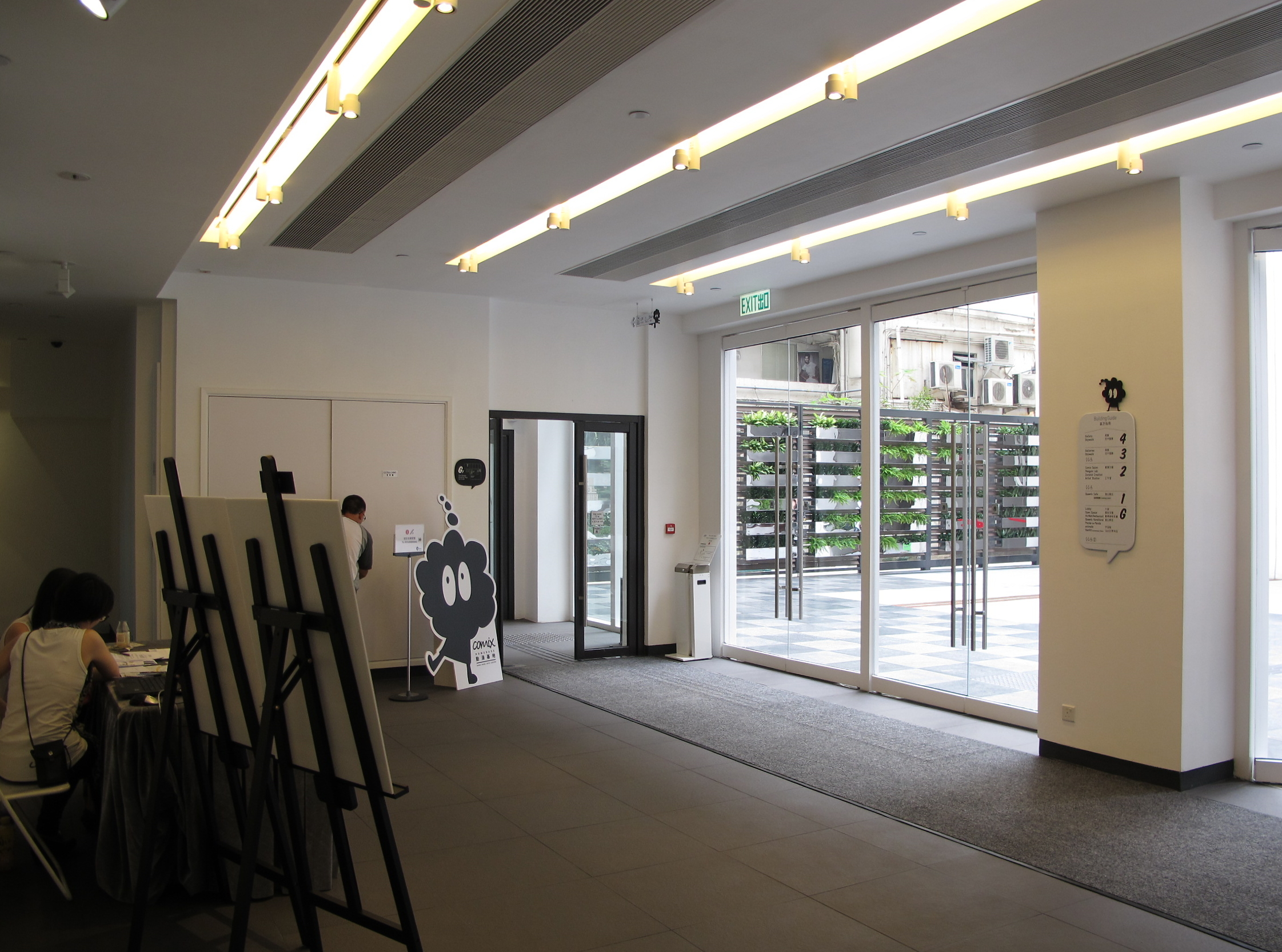
地下大堂
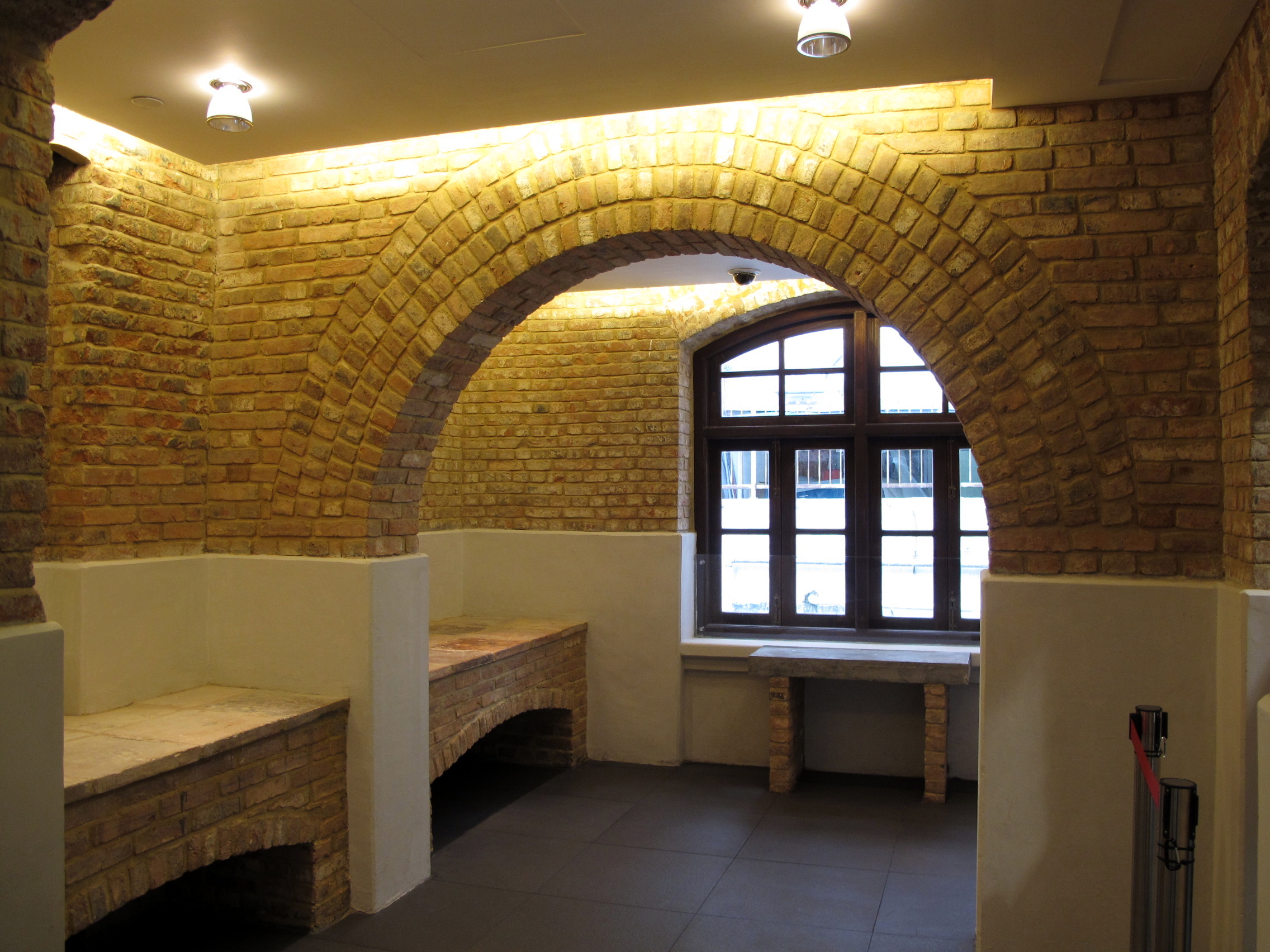
2樓原有廚房
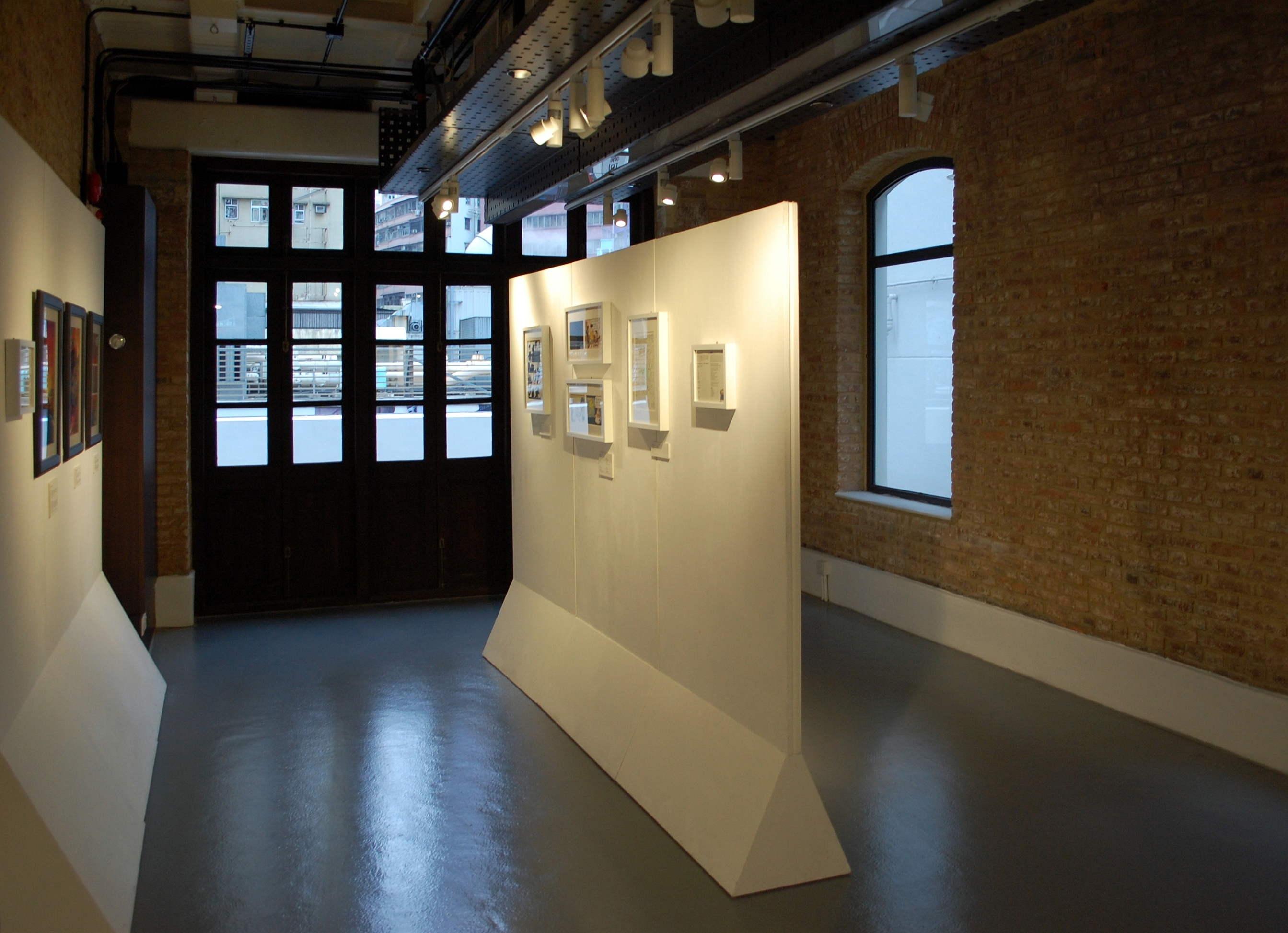
3樓「動漫沙龍」

### 轉型為藝術展覽場地
不過由於動漫基地位置遠離港鐵站，因此人流不足導致經營困難，加上不少展覽只有業界人士參與，市建局在2018年7月底合約期屆滿後停辦，改名為「茂蘿街7號」。目前只有地下及1樓商舖及餐廳如常運作，3樓的「動漫沙龍」及4樓活動及展覽場地全部空置。有家長帶子女前來臨才知道結業，感到失望。香港動漫畫聯會理事溫紹倫對停辦感可惜。
市建局表示不再以單一主題營運，正物色其他文化藝術機構進駐，並於10月舉辦展覽。

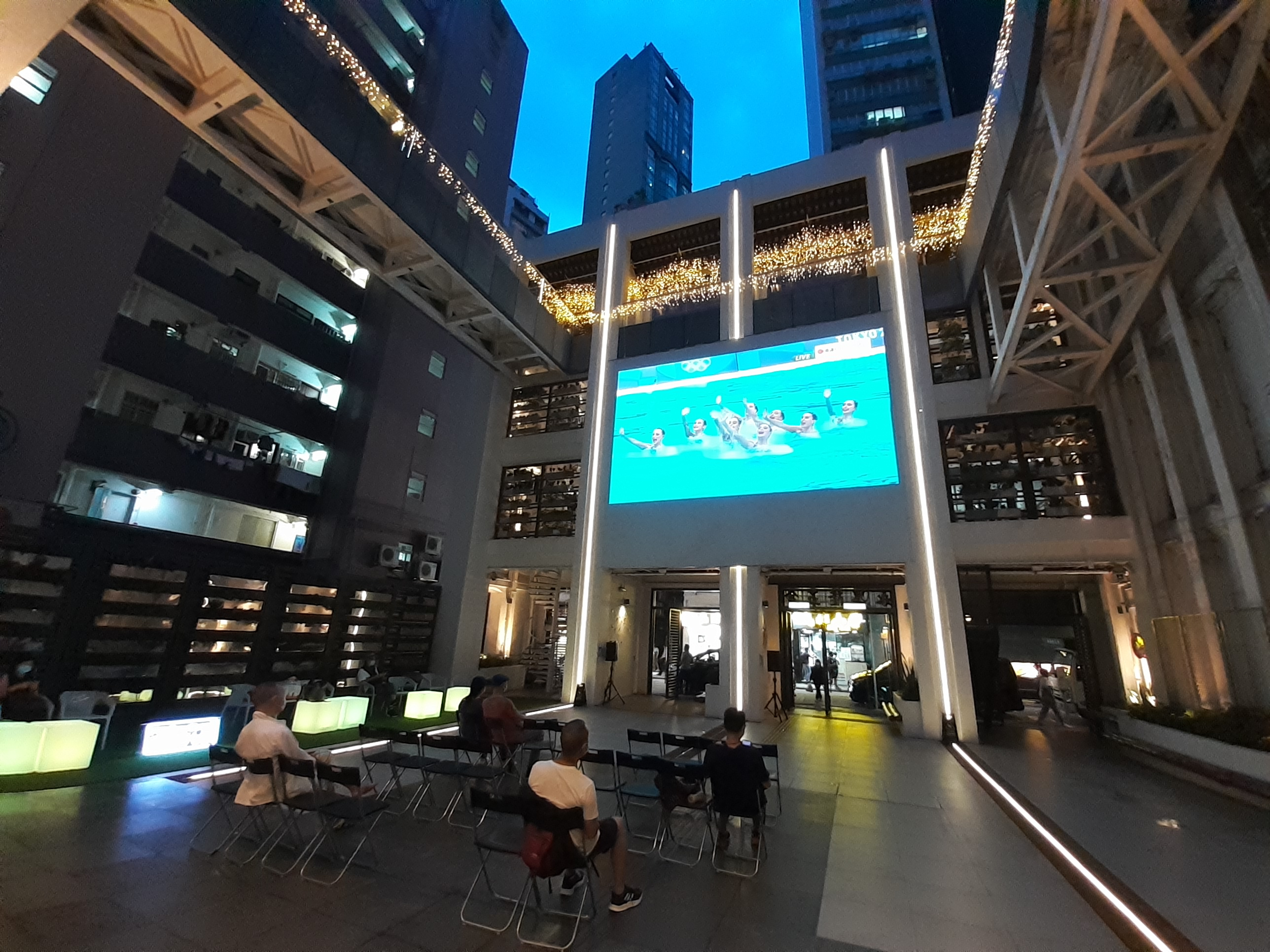
東京奧運社區直播
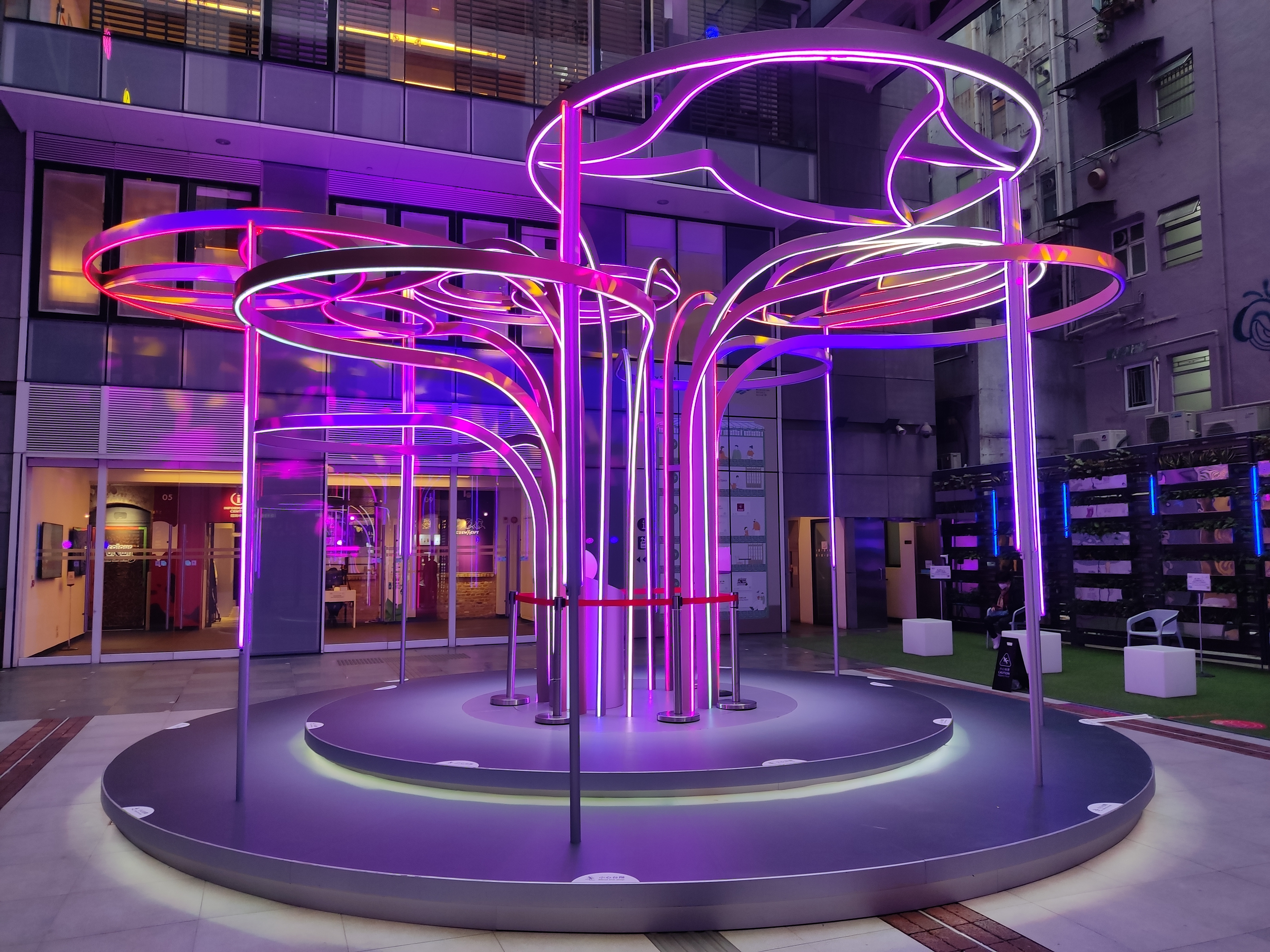
《光影樹下 願望成真》裝置

## 鄰近
- 英皇集團中心
- 灣仔道東段
- 軒尼詩道

## 相關
- 石水渠街藍屋
- 慶雲街黃屋
- 景星街橙屋

## 延伸閱讀
- 請用美學來說服我 ：「藍屋」為什麼是藍色？ （页面存档备份，存于），香港獨立媒體

## 外部連結
- 動漫基地-官方網頁